# Питерсберг (Теннесси)
Питерсберг (англ. Petersburg) — город на границе округов Линкольн и Маршалл, штат Теннесси, США.

## География
Расположен на пересечении двух шоссе штата Теннесси: Tennessee State Route 130 и Tennessee State Route 129. Автодорога U.S. Route 431 in Tennessee соединяет Питерсберг с Льюисбургом и Файетвиллем.
По данным Бюро переписи населения США, город имеет общую площадь 2,4 км², не имея водных объектов.

## Демография
По переписи 2000 года население города было 580 человек, имелось 235 домашних хозяйств и 156 семей. Плотность населения была 243,4 человека на км².
По переписи 2010 года население Питерсберга составляло 544 человека.